# Ломленка (урочище)
Ломленка — заповідне урочище в Україні. Об'єкт Природно-заповідного фонду Сумської області.
Розташований в межах Марчихинобудської сільської ради Ямпільського району, на північ від с. Ломленка.
Площа урочища - 12,5 га. Статус надано 22.04.2003 року. Перебуває у віданні ДП «Свеський лісгосп» (Свеське лісництво, кв. 108, діл. 1, кв. 109, діл. 1, кв. 110, діл. 1.
Статус надано для охорони та збереження в природному стані заболоченого лісового масиву в заплаві р. Івотка. В урочищі трапляються типові та рідкісні види рослин, а також види тварин, занесені до Червоної книги України (заєць білий, горностай).